# BerliOS
BerliOS était une forge pour logiciel libre originellement dépendante du Fraunhofer Institute. 
- En 2011, la forge connait des difficultés financières et est confiée par le centre de recherche à une fondation sans but lucratif.
- En 2012, BerliOS amorce la réplication du contenu hébergé vers SourceForge.
- Le 30 avril 2014, la plateforme met fin à son service d'hébergement.